# Irving Amen
Irving Amen (Nueva York, 1918 – Coconut Creek, 2011) fue un  pintor, escultor y grabador.

## Vida
A menudo se hace referencia a este artista como uno de los grabadores más importantes de Estados Unidos. Nació en la ciudad de Nueva York en 1918, comenzó a dibujar a la edad de 4 años. Le otorgaron una beca para el Instituto Pratt cuando tenía 14 años de edad. Perfeccionó su dibujo en clases durante 7 años, teniendo a Miguel Ángel como referente.
De 1942 a 1945 formó parte de las Fuerzas Armadas. Dirigió un proyecto de murales y realizó murales en Estados Unidos y Bélgica.
Su primera exposición de xilografía tuvo lugar en la Nueva Escuela de Investigación Social y su segunda en laSmithsonian Institution en 1949, también expuso en la Casa de los Artistas en Jerusalén, en la Biblioteca del Congreso de Estados Unidos y en la Academia Nacional de Diseño. 
Amen estudió en París en 1950. A su regreso a Estados Unidos, realizó exposiciones individuales en Nueva York y Washington DC. 
En 1953, Amen viajó por toda Italia. El resultado fue una serie de once xilografías, ocho grabados y varios óleos. Una de estas xilografías, "Piazza San Marco #4", y sus cuatro planchas de madera constituyen una exposición permanente de grabados en color en la Smithsonian Institution.  
Viajó a Israel, Grecia y Turquía en 1960 y realizó una exposición retrospectiva en la Casa del Artista de Jerusalén.  Irving Amen ha enseñado en el Pratt Institute y en la Universidad de Notre Dame. Ha realizado una exposición de xilografías en el Artists Studio de Nueva York. 
En 1974 ilustró el Poema de Gilgamesh en linograbados y xiligrafías para Limited Editions Club. Diseñó un conjunto de vidrieras que representaban las Doce Tribus de Israel para la Sinagoga Agudas Achim de Bexley, Ohio. Su obra suele representar temas de judaísmo, ajedrez, personas, música, Italia y el Quijote. En sus últimos años vivió y trabajó en Boca Ratón, Florida. 
Entre sus encargos figura una medalla de la paz en honor a la guerra de Vietnam. Creó los diseños de 12 vidrieras de 16 pies de altura que representan las Doce Tribus de Israel, encargadas por la Sinagoga Agudas Achim de Columbus, Ohio.
Aparece en el Dictionary of American Painters, Sculptors and Engravers de Mantle Fielding y en el Dictionary of Contemporary American Artists de Paul Cummings. Amen fue también miembro de la Society of American Graphic Artists. Fue elegido miembro de la Accademia Fiorentina Delle Arti Del Disegno, organización a la que pertenecía Miguel Ángel, su ídolo.
Nacido en la ciudad de Nueva York, enseñó en el Pratt Institute y en la Universidad de Notre Dame a principios de la década de 1960.

## Colecciones notables - Estados Unidos
- Museo de Arte Moderno, Nueva York[4]
- Museo Nacional de Historia Estadounidense, Washington, D.C.
- El Museo Metropolitano de Arte, Nueva York[5]
- Galería Nacional de Arte Washington[6]
- Universidad del Sur de Alabama - Mobile, Alabama
- Universidad Estatal de Arizona - Tempe, Arizona
- Museo de Arte de Tucson - Tucson, Arizona[7]
- Fundación del Centro de Arte de Arkansas - Little Rock, Arkansas
- Universidad Estatal de Arkansas - Universidad Estatal, Arkansas
- Museo en Memoria de Judah L. Magnes - Berkeley, California
- Museo Skirball del Hebrew Union College - Los Ángeles, California
- Mills College - Oakland, California
- Museo de Arte de la Universidad de Stanford - Stanford, California
- Museo Hausatonic - Bridgeport, Connecticut
- Universidad de Yale - New Haven, Connecticut
- Universidad de Georgia - Atenas, Georgia
- Academia de Arte de Honolulu - Honolulu, Hawaii
- Instituto de Arte de Chicago - Chicago, Illinois[8]
- Galería de Arte del Quincy College - Quincy, Illinois
- Colegio Universitario Rosary - River Forest, Illinois
- Museo Estatal de Illinois - Springfield, Illinois
- Centro de Arte de Lafayette - Lafayette, Indiana
- Galería de Arte de la Universidad de Notre Dame - Notre Dame, Indiana
- Galería de Arte Municipal de Davenport - Davenport, Iowa
- Centro de Arte de Des Moines - Des Moines, Iowa
- Galería de Arte de la Universidad de Maine - Orono, Maine
- Museo de Arte de Baltimore - Baltimore, Maryland
- Museo de Bellas Artes de Boston - Boston, Massachusetts
- Museo de Arte de Harvard - Boston, Massachusetts[9]
- Biblioteca pública del pueblo de Brookline - Brookline, Massachusetts
- Museo de Arte Fogg - Cambridge, Massachusetts
- Museo De Cordova y Dana - Lincoln, Massachusetts
- Museo de Arte del Mount Holyoke College - South Hadley, Massachusetts
- Museo de Bellas Artes - Springfield, Massachusetts
- Albion College - Albion, Michigan
- Universidad de Minnesota - Minneapolis, Minnesota
- Universidad Estatal Central de Missouri - Warrensburg, Missouri
- Galería de Arte de la Universidad de Nebraska - Lincoln, Nebraska
- Museo de Arte de la Universidad de Princeton - Princeton, N.J.
- Dartmouth College - Hanover, New Hampshire
- Universidad de Rutgers - New Brunswick, Nueva Jersey
- Museo de Nuevo México - Santa Fe, Nuevo México
- Museo Judío - Nueva York, N.Y.
- Biblioteca Pública de Nueva York - Ciudad de Nueva York, N.Y.
- Universidad Estatal de Nueva York - New Paltz, N.Y.
- Galería de Arte de la Universidad de Rochester - Rochester, N.Y.
- Colección de Arte de la Universidad de Syracuse - Syracuse, N.Y.
- Museo de Arte de Asheville, Carolina del Norte[10]
- Salem College - Winston-Salem, Carolina del Norte
- Museo de Arte de Cincinnati - Cincinnati, Ohio
- Instituto de Arte de Dayton - Dayton, Ohio
- Instituto Butler de Arte Americano - Youngstown, Ohio
- Museo de Arte de Oklahoma - Oklahoma City, Oklahoma
- Museo de Arte de Coos - Coos Bay, Oregón
- Universidad Estatal de Oregón - Corvallis, Oregón
- Universidad de Lehigh - Bethlehem, Pennsylvania
- Biblioteca Pública de la Ciudad de Filadelfia - Filadelfia, Pensilvania
- Museo de Arte de Filadelfia - Filadelfia, Pensilvania
- Museo de Arte - Instituto Carnegie - Pittsburgh, Pensilvania
- Museo de Charleston - Charleston, Carolina del Sur
- Museo de Arte de Colombia - Columbia, Carolina del Sur
- Galería de Arte Brooks Memorial - Memphis, Tennessee
- Museo de Bellas Artes de Virginia - Richmond, Virginia
- Galería de Arte Corcoran - Washington, D.C.
- Biblioteca del Congreso - Washington, D.C.[11]
- Museo Smithsoniano de Arte Americano - Washington, D.C.[12]
- Galerías Huntington - Huntington, Virginia Occidental
- Centro de Arte de Madison - Madison, Wisconsin
- Museo Público de Neville - Green Bay, Wisconsin
- Biblioteca Pública de Milwaukee - Milwaukee, Wisconsin

## Colecciones notables - internacionales
- Museo Albertina - Viena, Austria
- Biblioteca Real - Bruselas, Bélgica
- Museo de Arte de la Universidad - Edmonton, Canadá
- Museo Fitzwilliam - Cambridge, Inglaterra
- Galería Usher - Lincolnshire, Inglaterra
- Victoria and Albert Museum - Londres, Inglaterra[13]
- Biblioteheque Nationale - París, Francia[14]
- Museo Nacional Bezalel - Jerusalén, Israel
- Galería de Arte de la Ciudad de Auckland - Auckland, Nueva Zelanda
- Museo Estatal - Elberfeld, Alemania